# بازی کرد (فیلم)
بازی کرد (به انگلیسی: Played) فیلمی محصول سال ۲۰۰۶ و به کارگردانی شان استانک است. در این فیلم بازیگرانی همچون گابریل بیرن، وال کیلمر، آدام فوگرتی، وینی جونز، جوآن ولی، پتسی کنسیت، برونو کیربی، آنتونی لاپالیا، اندی نایمن و مریدیت اوستروم ایفای نقش کرده‌اند.